# آنخل گارسیا (بازیکن فوتبال)
آنخل گارسیا (انگلیسی: Ángel García؛ زادهٔ ۳ فوریهٔ ۱۹۹۳) بازیکن فوتبال اهل اسپانیا است.
از باشگاه‌هایی که در آن بازی کرده‌است می‌توان به باشگاه فوتبال رئال مادرید سی و باشگاه فوتبال رئال وایادولید اشاره کرد.